# What's Twice?
What's Twice? è un EP di raccolta del girl group sudcoreano Twice, pubblicato esclusivamente in Giappone il 24 febbraio 2017.

## Tracce
1. Like Ooh-Ahh – 3:35
2. Cheer Up – 3:28
3. Touchdown – 3:22
4. TT – 3:32

## Classifiche
| Classifica (2017) | Posizione massima |
| ----------------- | ----------------- |
| Giappone          | 16                |